# Kimberley Rutil
Kimberley Rutil, née le 5 août 1996 à Courcouronnes, est une handballeuse internationale congolaise évoluant au poste d'arrière droite à la Stella Saint-Maur.

## Biographie

### En club
Kimberley Rutil évolue sept ans à Saint Michel Sports de 2013 à 2020. En 2019-2020, elle contribue nettement aux performances de son club, qui obtient sa montée sportive, en étant la 4e meilleure marqueuse de la poule 2 de Nationale 1 avec 6,13 buts par match en moyenne.
Souhaitant donner un nouvel élan à sa carrière, elle signe en 2020 son premier contrat professionnel à la Stella Saint-Maur Handball qui ambitionne de monter en première division. Ce sera chose faite en 2023.

### En sélection
Kimberley Rutil est sélectionnée pour la première fois en équipe du Congo en 2021 pour disputer le Championnat du monde en Espagne. Elle joue les six matchs du Congo et marque 10 buts en 22 tentatives. En 2022, elle dispute sa première CAN avec le Congo. Au cours des sept matchs qui mène le Congo vers la médaille de bronze, Rutil marque 16 buts en 25 tentatives.

## Palmarès

### En club
compétitions nationales
- Championne de France D2 en 2023 (avec la Stella St-Maur)

### En équipe nationale
Congo
championnats du monde
- 23e au championnat du monde 2021

championnats d'Afrique
- Médaille de bronze au championnat d'Afrique 2022

## Vie privée
Elle occupe en parallèle de sa carrière de handballeuse professionnelle le métier de sage-femme dont elle a été diplômée en 2020.